# Lijst van edities van het Flevo Festival
Dit is een lijst van de hoofdpodiumoptredens op het Flevo Festival van 1986 tot en met 2012.
| Editie | donderdag | vrijdag                                                                                               | zaterdag | zondag                                        |
| ------ | --- | --- | --- | --------------------------------------------- |
| 1986   | Steve Camp Rob Frasier Marcel McArthur Leslie Philips                                                                                                  | Dan H Dieter Falk Bryan Haworth Russ Taff                                                             | Eternity Robin Lane Elly en Rikkert Adrian Snell                                                                |                                               |
| 1987   | Geoff Moore and the Distance Charlotte Höglund Johan Waldstrom Band Kim Boyce Buddy Green Steve Taylor                                                 | Alter Boys Marcel McArthur Barry McGuire Margareth Becker Rick Cua Petra                              | Messiah Prophet Wild Blue Yonder Daniel Amos Cosmo Larry Howard Greg X Volz and Pieces of Eight                 | Press Any Key                                 |
| 1988   | Negussie/Eriksson Laila Dahl Margareth Becker Rez band Caroline Bonnett White Heart                                                                    | Renee Garcia Idle Cure Charlie Peacock Larry Howard                                                   | The Choir Mark Heard Phil & John Shout Sheila Walsh                                                             | Splitlevel                                    |
| 1989   | Edin-Ådahl Buddy Greene Adam Again Paul Smith Jessy Dixon                                                                                              | Q-Stone Bryan Duncan Target Andy Pratt Shirley Novak Larry Norman & Q.Stone                           | Per Höglund Vector Martyn Joseph Allies Charlie Peacock                                                         |                                               |
| 1990   | Cae Gauritt Bruce Caroll Trace Balin Whitecross Iona Libsuite                                                                                          | Thesis Marylene Rez Jacob's Trouble Darrell Mansfield James Ward                                      | Newsboys Albino Montisci Larry Howard Himlaväsen D.C. Talk 77's Charlie Peacock                                 |                                               |
| 1991   | Split Level P.I.D. Leon Patillo Allies Stryper | Brighton Susan Ashton The Throes DeGarmo & Key Julie Miller Kenny Marks                               | In The Silence Steve Grace P.I.D. Steven Curtis Chapman BeBe & CeCe Winans Darrell Mansfield                    |                                               |
| 1992   | Changed John Johnson Meekness Wes King The Violet Burning Adrian Snell                                                                                 | Ben Okafor Novella Dan H Lost Dogs Going Classic                                                      | Rick Elias Acapella XT Over the Rhine Billy & Sarah Gaines Margaret Becker Oslo Gospel Choir                    |                                               |
| 1993   | Eden Burning Perry & The Poor Boys Novella Over the Rhine Legend Blood Brothers                                                                        | Kevin Prosch Undercover Vince Ebo Keith Brown 77's The Five Blind Boys of Alabama                     | The Prayer Chain Anointed Ralph van Manen Iona Martyn Joseph Guardian Bryan Duncan                              |                                               |
| 1994   | Schulze Sixpence None the Richer Greg & Rebecca Sparks Ashley Cleveland Whitecross Blues Jam (onder meer Darrell Mansfield, Trace Balin, Julie Miller) | The Electrics Pam Thum Steve Taylor Jerusalem Julie Miller                                            | Buddy Miller Phil Keaggy Newsboys The World Wide Message Tribe Nina Åström Whiteheart                           |                                               |
| 1995   | Millennium No Buts Randy Stonehill 65 dBA Sunday's Child Chris Lizotte Jessy Dixon & Chicago Cummunity Choir                                           | Cauzin' Efekt Blessed Rain Imagine This Bride Quick and the Dead Margaret Becker One Hundred Days     | Limit X Third Day Schulze Eric Champion The Prayer Chain Over the Rhine The World Wide Message Tribe            |                                               |
| 1996   | Why? Sixpence None the Richer Grits dBA Perry & The Poor Boys Mike Roe                                                                                 | Split Level Carolyn Arends Quick and the Dead Ralph van Manen MIC                                     | Tourniquet Johnny Q. Public Iona Dance Experience (onder meer The World Wide Message Tribe, Cameron Dante, HOG) |                                               |
| 1997   | Die Päpste Tess Wiley Whitecross David Fitzgerald MIC                                                                                                  | Why? No Buts Raze Vigilantes Of Love Jerusalem                                                        | Dime Store Prophets Switchfoot Sarah Masen Charlie Peacock Over the Rhine All Star United                       |                                               |
| 1998   | David & Carrie Grant The Echoing Green Darrell Mansfield Beam The Gospel Project Audio Adrenaline                                                      | Halcyon Days Three Crosses Ralph van Manen Raze Delirious?                                            | The Electrics Stavesacre Five Iron Frenzy JC Culture All Star United Larry Norman & Beam                        |                                               |
| 1999   | Fono The Potboilers Kryptonite Garden Stir Three Crosses MIC                                                                                           | W4C Pete Stewart & Michael Tait Split Level Normal Generation? Salt Sonicflood                        | Smalltown Poets Vigilantes Of Love The O.C. Supertones Out Of Eden Lucky Burlap To Cashmere                     |                                               |
| 2000   | Eminent Child Skypark Phat Fish ReLand Kate Miner Steve Scott Plumb                                                                                    | Rick Altizer Normal Generation? Monk A Raggamuffin Band Glorybox Kendall Payne Luna Halo              | KJ-52 Soapbox John Reuben Jennifer Knapp The Violet Burning The World Wide Message Tribe                        |                                               |
| 2001   | Circadiam Rhythm Benjamin Gate Jacob’s Hip MIC Beam Eminent Child                                                                                      | The Spirit That Guides Us Cush Kendall Payne Switchfoot Whisper Loud Tourniquet Bebo Norman Luna Halo | Capewalk Salvation Street La Rue Jeni Varnedeau Shine Earthsuit The Violet Burning                              |                                               |
| 2002   | Rodney Cordner and Jean-Pierre Rudolph dBA Blaise Superchick Paige Newsboys                                                                            | Ceilli Rain Zober The Spirit That Guides Us Steve Earthsuit                                           | The Band With No Name Yfriday Selfmindead Gospel Boulevard Over the Rhine Kevin Max                             |                                               |
| 2003   | Christafari Cathy Burton Extol Verbs East West | Blackstrap Satellite 7 MIC Jewels The Prayer Chain All Star United                                    | Sixstarhotel Superhero Trin-i-tee 5:7 Andy Hunter Audio Adrenaline                                              |                                               |
| 2004   | Seeker’s Planet By The Tree BarlowGirl Rock ’n’ Roll Worship Circus The Spirit That Guides Us                                                          | Seventh Avenue This Beautiful Mess L.A. Symphony Plumb Andy Hunter                                    | Rescate The Electrics Out Of Eden The Violet Burning Jars of Clay                                               |                                               |
| 2005   | Beggars Fortune Campsite Seeker’s Planet John Davis The Electrics                                                                                      | Onehundredhours Narnia Mars Ill Superchick Rock ’n’ Roll Worship Circus (The Listening)               | Zundapp Day Of Fire 4th Avenue Jones Rivertribe Newsboys                                                        |                                               |
| 2006   | TheBandwithnoname Superhero Blindside | Matt Redman Verra Cruz Family Force 5 All Star United Andy Hunter                                     | Kees Kraayenoord TBC DJ Maj The Violet Burning Luna Halo                                                        |                                               |
| 2007   | Disciple Rebecca St. James Michael W. Smith | Hillsong London Christafari This Beautiful Republic Sarah Kelly Chris Tomlin                          | Kees Kraayenoord & friends - 30 jaar Flevo The Gentlemen The Listening Over the Rhine Newsboys                  |                                               |
| 2008   | Make up Your Mind Starfield The Elms Project 86 Sixpence None the Richer                                                                               | Tim Hughes Fireflight Stellar Kart Tourniquet Salvador                                                | Sarah Kelly Ruth Flatfoot 56 The Gentlemen MxPx                                                                 |                                               |
| 2009   | The Dazzled Prophet Thousand Foot Krutch Rebecca St. James Neal Morse Salvador                                                                         | Bluetree Addison Road Octoberlight feat. MOJO (Supertones) Fee HB Family Force 5                      | Parachute Band Flatfoot 56 Philmont Seabird Newworldson Newsboys feat. Michael Tait (DC Talk)                   |                                               |
| 2010   | Coen van den Heuvel Children18:3 Remedy Drive The Listening Newworldson                                                                                | Rend Collective Experiment Reilly House of Heroes The Gentlemen People Get Ready Stellar Kart         | Pieter Daniel Kutless Trinity The Afters Anberlin Leeland                                                       |                                               |
| 2011   | Good Weather Forecast Brian 'Head' Welch Paper Route Starfield                                                                                         | Gungor Handsome Poets Tenth Avenue North Rapture Ruckus Seabird HB                                    | The Convocation ft. Gospelflavor Nikki Run Kid Run Abandon LZ7 Red                                              |                                               |
| 2012   | Andy Hunter Newworldson | InSalvation The RED17 Mike Mains & The Branches The Almost LIGHTS Newworldson                         | Trinity Humming People Icon For Hire Hawk Nelson Gungor Family Force 5                                          | André van Zyl Kees Kraayenoord Parachute Band |